# Список об'єктів Світової спадщини ЮНЕСКО в Мозамбіку
До списку Світової спадщини ЮНЕСКО у Мозамбіку занесено 1 найменування (на 2016 рік) в основному списку. А до попереднього списку занесено 4 об'єкти (станом на 2016 рік)

## Списки
У таблиці об'єкти розташовано в порядку додавання до списку.
Список об'єктів Світової спадщини ЮНЕСКО
| # | Зображення      | Назва           | Розташування                                        | Час створення | Рік внесення до списку | №                                                  | Критерії |
| - | --------------- | --------------- | --------------------------------------------------- | ------------- | ---------------------- | -------------------------------------------------- | -------- |
| 1 | Острів Мозамбік | Острів Мозамбік | острів біля узбережжя Мозамбіку, на півночі країни. | -             | 1991                   | 599 [Архівовано 24 грудня 2018 у Wayback Machine.] | iv, vi   |

Кандидати на включення до основного списку
| # | Зображення | Назва                                                               | Розташування     | Час створення | Рік внесення до списку | №                                                   | Критерії  |
| - | ---------- | ------------------------------------------------------------------- | ---------------- | ------------- | ---------------------- | --------------------------------------------------- | --------- |
| 1 |            | Маиїкені (англ. Manyikeni) і Чибуене (англ. Chibuene)               | Регіон: Мозамбік | —             | —                      | 919 [Архівовано 28 травня 2008 у Wayback Machine.]  | iii       |
| 2 |            | Архіпелаг Яуїримбас (англ. The Quirimbas Archipelago)               | Регіон: Мозамбік | —             | —                      | 5380 [Архівовано 30 січня 2012 у Wayback Machine.]  | ii, iv, х |
| 3 |            | Хребет Вумба (англ. Vumba Mountain Range)                           | Регіон: Мозамбік | —             | —                      | 5381 [Архівовано 4 березня 2016 у Wayback Machine.] | iii, vi   |
| 4 |            | Понта де Оуро Протецтед (англ. Ponta de Ouro Protected Marine Area) | Регіон: Мозамбік | —             | —                      | 5382 [Архівовано 12 грудня 2015 у Wayback Machine.] | vii, x    |